# Nosarzewo Polne
Nosarzewo Polne – wieś sołecka w Polsce, położona w województwie mazowieckim, w powiecie mławskim, w gminie Szydłowo.
Wierni Kościoła rzymskokatolickiego należą do parafii św. Marii Magdaleny, św. Kazimierza w Szydłowie.
W latach 1975–1998 miejscowość administracyjnie należała do województwa ciechanowskiego.